# Lépante (Diplomatie)
Pour les articles homonymes, voir Lépante (homonymie).
La Lépante (Lepanto en anglais) est un groupe d'ouvertures possibles au jeu Diplomatie, dont la thématique centrale a été inventée par Edi Birsan en 1966,. Elle permet à l’Italie, alliée à l’Autriche-Hongrie, de vaincre la Turquie. Son nom vient de la bataille de Lépante durant laquelle la flotte turque a été battue par celle de la Sainte-Ligue, qui comprenait plusieurs cités italiennes, et a été choisi ainsi car l'anniversaire d'Edi Birsan est aussi celui de la bataille. Cette ouverture a contredit l’intuition en vigueur jusque-là selon laquelle Autriche et Italie sont vouées à se faire la guerre.

## Lépante standard

Carte du jeu Diplomatie montrant les centres et unités en début de partie.

Au printemps 1901, l’Italie envoie sa flotte de Naples en mer Ionienne (F Nap → ION), l’une de ses armées en Apulie (A Rom → Apu) pendant que l’autre garde sa position à Venise (A Ven H). Ainsi l’Italie se prépare à convoyer une armée en Tunisie tout en se prémunissant contre une trahison de la part de l’Autriche au nord.
À l’automne 1901, l’Italie convoie donc son armée en Tunisie (A Apu → Tun) puis crée à la fin du tour une flotte à Naples. Au printemps 1902, elle peut alors envoyer ses deux flottes en mer Ionienne et en Méditerranée orientale (F ION → EAS et F Nap → ION) et stationner ses armées à Venise et en Tunisie. À l’automne 1902 elle peut alors convoyer une armée soit en Syrie soit à Smyrne (A Tun → Syr ou A Tun → Smy) ce qui lui donne un avantage positionnel fatal face à la Turquie, surtout si l’Autriche se joint à l’attaque.
La Turquie éliminée, l'Italie obtient une position navale dominante en Méditerranée.

## Dangers pour l’Italie
Le principal défaut de la Lépante est que si la Turquie se méfie, elle peut abandonner à la Russie le contrôle de la mer Noire et contrer la manœuvre italienne en amenant une flotte en mer Égée (par F Ank → Con au printemps 1901 puis F Con → AEG à l’automne) et en créant une flotte à Smyrne fin 1901. Cela permet au printemps 1902 de repousser l’avance de la flotte italienne en Méditerranée orientale. Par conséquent, l’Italie doit feindre de chercher à attaquer l’Autriche, notamment grâce à son armée à Venise qui menace directement Trieste par A Ven → Tri, jusqu’à ce qu’il soit trop tard pour la Turquie pour se défendre.
De plus, une seule armée est en mesure de défendre la péninsule italienne ce qui la rend vulnérable face à une attaque française ou autrichienne ; et ce d’autant plus que l’Italie ne peut pas espérer avoir plus de 4 centres avant 1903. La France peut cependant souhaiter que l'Italie joue une Lépante afin de mieux se concentrer sur un autre front, comme par exemple contre l'Angleterre dans le cas de la Sealion.
La Turquie elle-même peut encourager l'Italie à se lancer dans une Lépante, pour peu qu'elle arrive à convaincre l'Autriche de trahir son alliance en cours de route. Cela peut être obtenu en demandant à l'Autriche de jouer Tri → Alb au printemps 1901 puis de construire une armée à Tri fin 1901 pendant que l'Italie joue la Lépante standard, convoyant à Tun puis construisant une nouvelle flotte à Nap à la fin de l'année,. Au printemps 1902, la Turquie peut alors laisser l'Italie et l'Autriche jouer respectivement Ion → Eas et Alb → Gre pour peu que l'Autriche accepte alors à l'automne de quitter Gre au profit du Turc et de masser ses troupes contre l'Italien à Ven. Ainsi l'Italie perd un centre à brève échéance, ce qui l'oblige à démanteler l'une de ses unités et donc à casser son offensive orientale tout en l'incitant à demander l'aide ottomane contre l'Autriche.
Enfin, cette ouverture risque de mener à une impasse si la Turquie est alliée à la Russie, la neutralité ou l'aide de cette dernière est donc nécessaire au succès de la Lépante

## Variantes

### La variante Key
La variante Key de la Lépante, nommée d’après son inventeur Jeff Key, est une variante avantageuse pour l’Italie mais qui nécessite la coopération de l’Autriche pour laquelle cette ouverture présente de gros risques, ce qui la rend rare. Le style de jeu de Jeff Key, fondé sur un important respect de la parole donnée pour créer des alliances solides, rend envisageable une prise de risque de la part de ses alliés qui ne serait pas forcément accordée à un joueur de style inconnu. Ses mouvements sont similaires à ceux de l’ouverture standard, sauf en ce qui concerne l’armée de Venise qui va en Serbie via Trieste (A Ven → Tri au printemps 1901 puis A Tri → Ser), ce qui implique que l’Autriche accepte de laisser passer la troupe italienne et lui fasse confiance pour ne pas stationner à Trieste à l’automne 1901. En contrepartie, cela peut semer la confusion chez la Turquie, qui peut accepter de soutenir Tri → Ser. Lorsqu’elle est acceptée par les deux alliés, cette ouverture donne une très bonne position à l’Italie.

### La variante des eaux bleues

#### Mouvements
La variante des eaux bleues a été proposée en 1999 pour mettre à profit la flotte autrichienne de Trieste, immobile dans la variante standard. Au printemps 1901, les mouvements italiens sont les mêmes que dans la Lépante standard mais l'Autriche quant à elle envoie sa flotte en mer Adriatique (F Tri → Adr), une armée de Vienne à Trieste (A Vie → Tri) et la seconde en Serbie (A Bud → Ser). Ainsi à l'automne la menace autrichienne sur Venise oblige l'Italie à défendre Venise avec deux armées et à prendre Tunis avec sa flotte (F Ion → Tun), tandis que l'Autriche envoie sa flotte en mer Ionienne (F Adr → Ion). À ce stade l'Italie est quasiment obligée de construire une seconde flotte à Naples. L'Autriche peut alors convaincre l'Italie d'attaquer la flotte autrichienne en mer Ionienne avec ses deux flottes au printemps 1902 ; forcée de battre en retraite, la flotte autrichienne se retire alors soit en Méditerranée orientale soit en mer Égée et pourra ainsi participer à un convoi d'une armée italienne en Turquie.

#### Prérequis diplomatiques
Pour mener cette ouverture à bien, il faut que l'Italie accepte de jouer l'ouverture Lépante au printemps 1901, il n'est en revanche pas nécessaire de la mettre au courant du reste du plan car à l'automne 1901 ses mouvements sont forcés à cause de la menace d'une attaque autrichienne. L'Autriche a intérêt à se rapprocher de la Turquie en la mettant en garde contre une Lépante italienne, afin que la Turquie mobilise une flotte en Méditerranée et oblige l'Italie à accepter le soutien austro-hongrois, de plus il est important de négocier pour que l'Empire ottoman n'entre pas en Grèce (par exemple en lui faisant miroiter un soutien pour une attaque en Roumanie contre la Russie).
Il est également important que l'Autriche parvienne à négocier avec la Russie pour que celle-ci n'entre pas en Galicie.

#### Avantages
Pour l'Italie, cette ouverture présente l'avantage de rendre rapidement disponible une flotte en Méditerranée occidentale, contrairement à la variante standard où les deux flottes sont mobilisées à l'est.
Pour l'Autriche elle présente l'avantage de rendre active une de ses flottes et de limiter la présence italienne en Méditerranée orientale, de plus comme la phase de retraite a lieu après la phase de déplacement elle rend impossible à la Turquie de parer l'avancée autrichienne avec une seule flotte, enfin elle permet de rester flexible et d'éventuellement trahir l'Italie en se retirant en mer Tyrrhénienne si la France attaque aussi l'Italie.